# پیت وینکلمن
پیتر وینکلمن در حال حاضر رئیس باشگاه فوتبال میلتون کینز دونز (Milton Keynes Dons) و همچنین به عنوان مدیر عامل کنسرسیوم بین‌المللی MK (property development consortium Inter MK) بود که مسئول توسعه منطقه میلتون کینس می‌باشد. توسعه شامل IKEAهای Asda و ورزشگاه mk (خانه ورزشگاه Milton Keynes Dons). وی همچنین از تهیه و توزیع کنندگان اقلام ورزشی در فوتبال انگلیس است.

## دخالت در فوتبال
او در سال ۲۰۰۱ تصمیم گرفت باشگاه فوتبال ویمبلدون به میلتون کینز انتقال داد که باعث خشم و نفرت هواداران این باشگاه شد. او مدیریت این باشگاه را در سال ۲۰۰۳ به عهده گرفت و اولین مسابقه خود را در میلتون کینز در ماه سپتامبر به عنوان مدیرعامل به عهده داشت. در پایان فصل، باشگاه توسط یک کنسرسیوم به رهبری Winkelman، عنوان رئیس باشگاه انتخاب شد. هیئت مدیره جدید این باشگاه را به عنوان میلون کینز دونس فوریت مجدداً راه اندازی کرد، همچنین یک نوار جدید کاملاً سفید و یک نشان جدید با عنوان "MMIV" (2004).

## حرفه شخصی
کار قبلی او در تولید موسیقی پاپ، به عنوان یک مدیر اجرایی CBS بود. او همچنین صاحب استودیو Linford Manor در Great Linford، میلتون کینز است.
در تاریخ ۶ ژوئن ۲۰۱۳، دکترای افتخاری از دانشگاه آزاد انگلستان بابت در آموزش فوتبال حرفه‌ای در سرار جهت دریافت نمود.
در تاریخ ۱۲ نوامبر ۲۰۱۵، شورای میلون کینز او را به بالاترین افتخاری شورای عالی، آزادی از شهر میلتون کینز، اعطا کرد.